# Finnis Souterrain
Finnis Souterrain, lokal als „Binders Cove“ bekannt, ist ein ausgegrabenes, aus Trockenmauerwerk gebildetes (drystone-built) Souterrain in Finnis (irisch Fionnais), südlich von Dromara im County Down in Nordirland. Bei Souterrains wird grundsätzlich zwischen „rock-cut“, „earth-cut“, „stone built“ und „mixed“ Souterrains unterschieden.

## Beschreibung
Die erste Erwähnung des im 9. Jahrhundert errichteten und fundlos gebliebenen Souterrains stammt aus dem 18. Jahrhundert. Das Souterrain besteht aus dem Hauptgang von etwa einem Meter Breite, 1,5 m Höhe und 30,0 m Länge und zwei geraden Gängen auf der rechten Seite, die jeweils etwa sechs Meter lang sind. Die Wände sind aus Trockenmauerwerk und das Dach besteht aus langen, flachen Platten.
Nur sehr wenige Souterrains sind der Öffentlichkeit zugänglich und lohnen einen Besuch. Das mit Solar-Beleuchtung ausgestattete Finnis ist zeitweise wegen Überflutung geschlossen, und ansonsten von April bis Herbst offen. Wer es zu anderen Zeiten besuchen will, kann den Schlüssel in O’Hare Garage an der B7 Rathfriland Road ausleihen. In der Nähe befindet sich der Dolmen von Legananny.
Finnis ist ein Scheduled Monument.